# Как обращаться с женщинами
«Как обращаться с женщинами» (англ. How to Handle Women) — немой американский комедийный фильм 1928 года режиссёра Уильяма Джеймса Крафта. Главную роль в фильме исполнил Гленн Трайон. Бела Лугоши сыграл короткую эпизодическую роль помощника дипломата, карикатурист Джордж Херриман исполнил эпизодическое камео. Фильм был снят и выпущен в прокат компанией Universal Pictures.
В Библиотеке Конгресса США хранится лишь трёхминутный фрагмент фильма.

## Сюжет
Леонард Хиггинс (Гленн Трайон), молодой перспективный карикатурист из Нью-Йорка, встречает принца Хендрикса (Рэймонд Кин), правителя Вулгарии, который приезжает в США, чтобы убедить богатых бизнесменов инвестировать в его крошечную страну. Хиггинс решает помочь принцу, используя свои навыки карикатуриста для рекламы урожая арахиса в Вулгарии, которого на самом деле не существует. Хиггинс приглашает несколько богатых людей на шикарный банкет в посольство Вулгарии. Суть уловки в том, что каждое блюдо на обеде должно быть приготовлено исключительно из арахиса, включая суп, стейки, десерты и остальные блюда, но все они ужасны на вкус. Тем временем на ужин заявляется злой граф Олафф (Марио Карилло), который хочет сорвать мероприятие, чтобы сместить принца Хендрикса и стать правителем Вулгарии. Хиггинс подменяет принца на банкете. В конце Хиггинс завоёвывает расположение прекрасной Беатрис Фэрбенкс (Мэриан Никсон).

## В ролях
| Актёр            | Роль                                    |
| ---------------- | --------------------------------------- |
| Гленн Трайон     | Леонард Хиггинс                         |
| Мэриан Никсон    | Беатрис Фэрбенкс                        |
| Рэймонд Кин      | Принц Хендрикс                          |
| Марио Карилло    | Граф Олафф                              |
| Джордж Херриман  | Э. Х. Херриман                          |
| Булл Монтана     | турок                                   |
| Чезаре Гравина   | Тони                                    |
| Роберт Т. Хайнс  | редактор                                |
| Лео Уайт         | секретарь                               |
| Виолет Ла Планте | стенографистка                          |
| Бела Лугоши      | помощник дипломата (в титрах не указан) |

## Производство

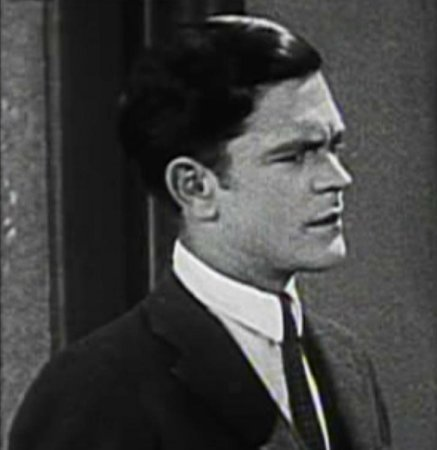
Глен Трайон (1924)

29 сентября 1927 года в журнале Variety появилась заметка о том, что студия Universal Pictures работает над фильмом «Принц арахиса» (англ. The Prince of Peanuts), главную роль в котором должен будет исполнить молодой и перспективный актёр студии Гленн Трайон. В другом месте того же номера издание назвало проект «Знакомство с принцем» (англ. Meet the Prince). Режиссёр Уильям Джеймс Крафт снимал фильм в октябре 1927 года, тогда рабочим названием проекта было «Знакомство с принцем». Студия также рассматривала и другое название для фильма — «Три дня» (англ. Three Days), возможно Universal планировала сменить название из-за того, что годом ранее уже вышел фильм «Знакомство с принцем» с Джозефом Шильдкраутом в главной роли. Издание Universal Weekly утверждало, что фильм снимался в «Юниверсал Сити», то есть в Калифорнии. Другие издания утверждали, что съёмки проходили на Западном побережье. Тем не менее, не исключено, что несколько сцен могли быть сняты в Нью-Йорке, даже если основная часть съёмок проходила в Калифорнии. В конце концов, по сюжету фильма герой Трайона работает в Нью-Йорке; в этот же город приезжает иностранный принц, только так Лугоши смог бы появиться в фильме. Согласно изданию Hollywood Vagabond, к 3 ноября 1927 года фильм Universal находился на стадии монтажа. Глава студии Карл Леммле-старший заявил, что фильм станет одним из «выдающихся» релизов студии в 1928 году. В одном эпизоде было камео карикатуриста Джорджа Херримана.
Бела Лугоши совершенно точно участвовал в съёмках фильма, у него была эпизодическая роль помощника дипломата, но попал ли он в финальный монтаж, неизвестно. Во время съёмок этого фильма он играл главную роль в «Дракуле» на Бродвее. За исключением утренних спектаклей в среду и субботу, у него были свободны утро и некоторые дни, так что он мог появляться на площадке фильма. Он также мог пропускать спектакли, а его место занимал дублер, хотя это было бы неразумно, учитывая, что премьера спектакля состоялась незадолго до этого, 5 октября 1927 года. Но выезжать на съёмки в Калифорнию, совмещая это с работой в театре, Лугоши точно бы не смог. Актёр Гарольд Пэйви рассказывал, что, будучи молодым человеком, он познакомился с Лугоши в Нью-Йорке в середине 1920-х годов. Они виделись во время работы на Universal Pictures. «Он брал меня за руку и говорил: „Гарольд, не хочешь ли ты зайти в буфет и съесть со мной сэндвич?“». Затем Лугоши спрашивал Пэйви о разговорном английском языке. Однажды Лугоши подписал ему фотографию, на которой выразил свою благодарность. Пэйви рассказывал биографу Лугоши Майклу Дж. Дэвиду, что ушёл из кино примерно за год до того, как стали распространены разговорные фильмы; следовательно, речь в его истории шла о временном периоде между 1926—1928 годами, считают биографы Лугоши Гэри Д. Родс и Билл Каффенбергер. Учитывая время и упоминание Пэйви о компании Universal, единственным известным проектом, который имеет смысл рассматривать, является «Как обращаться с женщинами». Когда фильм вышел в повторный прокат, проводились, возможно, дополнительные съёмки (летом 1928 года); возможно, именно в этот период Лугоши и снялся для фильма, хотя с такой же вероятностью в результате перемонтирования фильма уже отснятые кадры с Лугоши могли быть вырезаны, считают Родс и Каффенбергер.

## Релиз и критика
Прежде чем выйти в прокат в 1928 году, фильм претерпел различные изменения. В январе компания Universal представила его под названием «Принц арахиса»; в рецензиях Exhibitors Herald и Moving Picture World было указано, что фильм состоит из семи катушек плёнки. В марте на фильм под этим же названием вышла рецензия журнала Film Spectator. Но 14 мая Universal зарегистрировала авторские права на фильм под названием «Свежее каждый час» (англ. Fresh Every Hour), и издания Photoplay и Motion Picture News назвали его именно так.
В июне 1928 года Universal официально изменила название фильма на «Как обращаться с женщинами» и даже снова оформила авторские права на него. Некоторые отзывы были плохими, что могло бы убедить студию внести изменения, особенно учитывая их большие планы на Глена Трайона. 8 июня 1928 года Film Daily резко отозвался о фильме. Variety опубликовала плохую рецензию 20 июня и заявила, что продолжительность фильма составляет всего 60 минут. В том же месяце журнал Harrison's Reports оценил фильм как «довольно хороший», но назвал его продолжительность «от 65 до 80 минут».
Повторный выход фильма в прокат был назначен на 3 сентября 1928 года. Позже студия перенесла официальную дату выхода фильма на 14 октября 1928 года. Однако 1 сентября в одном из отраслевых изданий были опубликованы отчёты прокатчиков о фильме, в которых он упоминался под названием «Как обращаться с женщинами». Компания Universal, очевидно, отправила одну или несколько копий фильма на некоторые киноплощадки ещё до новой даты релиза. Издание Weekly Film Review дало положительную рецензию и отметило, что длина плёнки фильма составляет 5591 фут, что соответствует примерно 60 минутам. Возможно, фильм был сокращён с изначальных семи катушек с плёнкой. Большие сокращения могли привести к необходимости снять небольшое количество новых переходных кадров, чтобы сделать сокращённый сюжет понятным. И даже если продолжительность фильма не изменилась, учитывая упоминание Variety о 60 минутах, возможно, часть содержания была изменена, чтобы улучшить фильм.
Лугоши собирал в личном альбоме фотографии со съёмок фильмов в которых он снимался, фото из этого фильма у него не было. Ни в одной из рецензий на фильма он также не упоминается.

## Наше время
В настоящее время фильм считается практически полностью утраченным. В Библиотеке Конгресса хранится цифровой файл, записанный с сохранившихся трёхсот футов 16-миллиметровой плёнки фрагмента фильма с первой катушки (фрагмент был предоставлен для записи частным коллекционером).